# Skogsbjörnspindel
Skogsbjörnspindel (Trochosa terricola) är en spindelart som beskrevs av Tord Tamerlan Teodor Thorell 1856. Skogsbjörnspindel ingår i släktet Trochosa och familjen vargspindlar. Arten är reproducerande i Sverige. Inga underarter finns listade i Catalogue of Life.